# Bandstoten
Het bandstoten is een spelsoort van het carambolebiljart waarbij de speelbal ten minste één band geraakt moet hebben alvorens de tweede aanspeelbal te raken. De beperkende regel in het libre met betrekking tot het spelen in de hoek van het biljart geldt niet. Het bandstoten is een onderdeel van de vijfkamp.

## Moeilijkheidsgraad
De gemiddelde score in een bandstootpartij is lager dan die in een kaderpartij omdat er geen vaste gunstige positie van de speelballen is. De Série Américaine is bijvoorbeeld zelfs niet gedeeltelijk te realiseren. Na een aantal stoten met subtiel verschuivende ballen zijn de ballen steeds verder uit elkaar gespeeld en moet weer een andere tamelijk gunstige positie worden gezocht. 

## Nederland en België
In Nederland en België is de partijlengte in de eredivisie 125 respectievelijk 150 caramboles. De beste bandstoters van de laatste jaren in deze landen zijn de Nederlander Jean Paul de Bruijn en de Belg Frédéric Caudron. Op de lagere biljartniveaus wordt bandstoten vaak naast het libre op de clubavond gespeeld.

## Partij in één beurt uit
Jean Paul de Bruijn maakte in het Europees kampioenschap 2002 een partij van 150 punten in één beurt uit. Dat was in de halve finale. Hij won ook de finale.